# Spezia Foot Ball Club 1928-1929
Questa pagina raccoglie i dati riguardanti lo Spezia Foot Ball Club nelle competizioni ufficiali della stagione 1928-1929.

## Stagione
Nella stagione 1928-1929 non ce n'è per nessuno, nel terzo anno di gestione della coppia formata dal presidente Giulio Bertagna e dal tecnico e giocatore Francesco Caiti, regalano agli aquilotti spezzini una stagione indimenticabile. Un vero e proprio squadrone, plasmato in casa, con tanta fatica e tanta umiltà. L'undici bianconero è il più forte in difesa, con solo venti reti subite, e possiede un attacco al fulmicotone. Il trio De Manzano, Zanollo e Malatesta realizza 41 reti, al Picco si giocano 13 partite e sono 13 vittorie. La classifica è emblematica, nove punti di vantaggio sulla seconda classificata, la Sestrese, 41 punti a 32 punti. Promozione nel nuovo campionato nazionale a girone unico di Serie B. A giugno si gioca anche per ottenere il titolo di campione della Prima Divisione, vi rinuncia la Monfalconese vincitrice del girone C, se la giocano lo Spezia ed il Parma vincitore del gruppo B, gli aquilotti vincono (0-1) a Parma e pareggiano (0-0) al Picco, ottenendo il titolo di campioni d'Italia di Prima Divisione per la stagione 1928-1929.

## Rosa
| N. |                   | Ruolo | Calciatore          |
| -- | ----------------- | ----- | ------------------- |
|    | Italia (bandiera) | D     | Francesco Caiti     |
|    | Italia (bandiera) | C     | Giulio Cappelli     |
|    | Italia (bandiera) | C     | Giuseppe Ciavolino  |
|    | Italia (bandiera) | C     | Luigi Codari        |
|    | Italia (bandiera) | D     | Domenico Debarbieri |
|    | Italia (bandiera) | C     | Renato De Manzano   |
|    | Italia (bandiera) | A     | Giovanni Gallotti   |
|    | Italia (bandiera) | C     | Amedeo Ghidoni      |
|    | Italia (bandiera) | A     | Mario Malatesta     |
|    | Italia (bandiera) | A     | Umberto Manià       |
|    | Italia (bandiera) | D     | Giovanni Meoni      |

| N. |                   | Ruolo | Calciatore          |
| -- | ----------------- | ----- | ------------------- |
|    | Italia (bandiera) | C     | Alberto Papini      |
|    | Italia (bandiera) | C     | Arnaldo Pasquali    |
|    | Italia (bandiera) | D     | Fausto Piviali      |
|    | Italia (bandiera) | A     | Gino Rimoldi        |
|    | Italia (bandiera) | C     | Aldo Rossi          |
|    | Italia (bandiera) | C     | Gennaro Santillo    |
|    | Italia (bandiera) | P     | Paolo Strati        |
|    | Italia (bandiera) | D     | Ornello Tacchinardi |
|    | Italia (bandiera) | D     | Armando Toso        |
|    | Italia (bandiera) | A     | Pietro Zanollo      |

## Risultati

### Prima Divisione - girone A

#### Girone di andata
| Arbitro: | Rovida (Milano) |

|                                                  |           |                                       |
| De Manzano 5’, 41’ Tacchinardi 21’ Malatesta 39’ | Marcatori | 7’ D'Adda 19’ Caratti 52’ (aut.) Toso |

| Arbitro: | Lupini (Bergamo) |

|                                        |           |                                                           |
| De Martini 63’ Maggi 73’ Narizzano 79’ | Marcatori | 32’, 59’ De Manzano 40’ Malatesta 42’ Codari 57’ Cappelli |

| Arbitro: | Canetta (Alessandria) |

|  |           |              |
|  | Marcatori | 5’ Malatesta |

| Arbitro: | De Pitta (Roma) |

|                                                     |           |  |
| Manià 7’, 44’, 57’ Santillo 36’ P. Zanollo 69’, 81’ | Marcatori |  |

| Arbitro: | R. Barlassina (Novara) |

|                                        |           |  |
| P. Zanollo 3’, 25’, 40’ De Manzano 70’ | Marcatori |  |

| Arbitro: | Pellacani (Milano) |

|             |           |  |
| Galizia 30’ | Marcatori |  |

| Arbitro: | Magliulo (Livorno) |

|                          |           |                         |
| De Manzano 10’, 25’, 32’ | Marcatori | 44’ Masetti 55’ Novella |

| Arbitro: | Lerni (Torino) |

|              |           |               |
| Grassini 84’ | Marcatori | 23’ Malatesta |

| Viareggio 9 dicembre 1928 9ª giornata | Viareggio      | 0 – 0 | Spezia | Polisportivo Darsena Europa\| Arbitro: \| Giulini (Lodi) \| |
| Arbitro:                              | Giulini (Lodi) |       |        |                                                             |

| Arbitro: | Galassi (Torino) |

|                                          |           |                               |
| Malatesta 12’, 60’ De Manzano 71’ (rig.) | Marcatori | 26’ (rig.), 65’ (rig.) Carafa |

| Arbitro: | Beretta (Novi Ligure) |

|  |           |                |
|  | Marcatori | 49’ De Manzano |

| Arbitro: | U. Gama (Milano) |

|                                  |           |  |
| P. Zanollo 10’, 89’ Gallotti 65’ | Marcatori |  |

| Arbitro: | Serra (Bologna) |

|              |           |                |
| Buccelli 77’ | Marcatori | 65’ P. Zanollo |

#### Girone di ritorno
| Arbitro: | Dall'Era (Brescia) |

|  |           |                             |
|  | Marcatori | 55’ Cappelli 86’ De Manzano |

| Arbitro: | Actis (Vercelli) |

|                       |           |  |
| De Manzano 88’ (rig.) | Marcatori |  |

| Arbitro: | Beretta (Novi Ligure) |

|                                            |           |          |
| P. Zanollo 4’ De Manzano 74’ Malatesta 86’ | Marcatori | 28’ Cava |

| Ventimiglia 24 febbraio 1929 17ª giornata | Ventimigliese         | 0 – 0 | Spezia | Campo Comunale\| Arbitro: \| Canetta (Alessandria) \| |
| Arbitro:                                  | Canetta (Alessandria) |       |        |                                                       |

| Arbitro: | Lerni (Torino) |

|                         |           |                |
| De Franchi 51’ Tuvo 70’ | Marcatori | 13’ De Manzano |

| Arbitro: | Scorzoni (Bologna) |

|                                               |           |  |
| P. Zanollo 13’ Papini 37’ De Manzano 50’, 65’ | Marcatori |  |

| Sestri Ponente 14 aprile 1929 20ª giornata | Sestrese | 0 – 2 Risultato deciso a Tavolino per forfait della Sestrese | Spezia | Campo di Via Tripoli |

| Arbitro: | Asei Conte (Vercelli) |

|                                                    |           |  |
| De Manzano 22’ (rig.) Malatesta 60’ P. Zanollo 83’ | Marcatori |  |

| Arbitro: | Pinotti (Piacenza) |

|                                                    |           |                  |
| De Manzano 21’ (rig.) P. Zanollo 60’ Malatesta 88’ | Marcatori | 57’ A. Giorgetti |

| Arbitro: | Beretti (Prato) |

|                  |           |                       |
| Boero 65’ (rig.) | Marcatori | 89’ (rig.) De Manzano |

| Arbitro: | Tassinari (Firenze) |

|                           |           |  |
| De Manzano 41’ Papini 75’ | Marcatori |  |

| Arbitro: | Zelocchi (Modena) |

|                         |           |  |
| Mattea 18’ O. Ricci 55’ | Marcatori |  |

| Arbitro: | Barnoiovi (Roma) |

|                                    |           |  |
| De Manzano 18’, 56’ P. Zanollo 33’ | Marcatori |  |

#### Finali Titolo di Prima Divisione
| Arbitro: | Enrietti (Torino) |

|  |           |             |
|  | Marcatori | 69’ Ghidoni |

| La Spezia 16 giugno 1929 Ritorno | Spezia             | 0 – 0 | Prato | Stadio Alberto Picco\| Arbitro: \| Malagodi (Ferrara) \| |
| Arbitro:                         | Malagodi (Ferrara) |       |       |                                                          |